# Habib Tekin

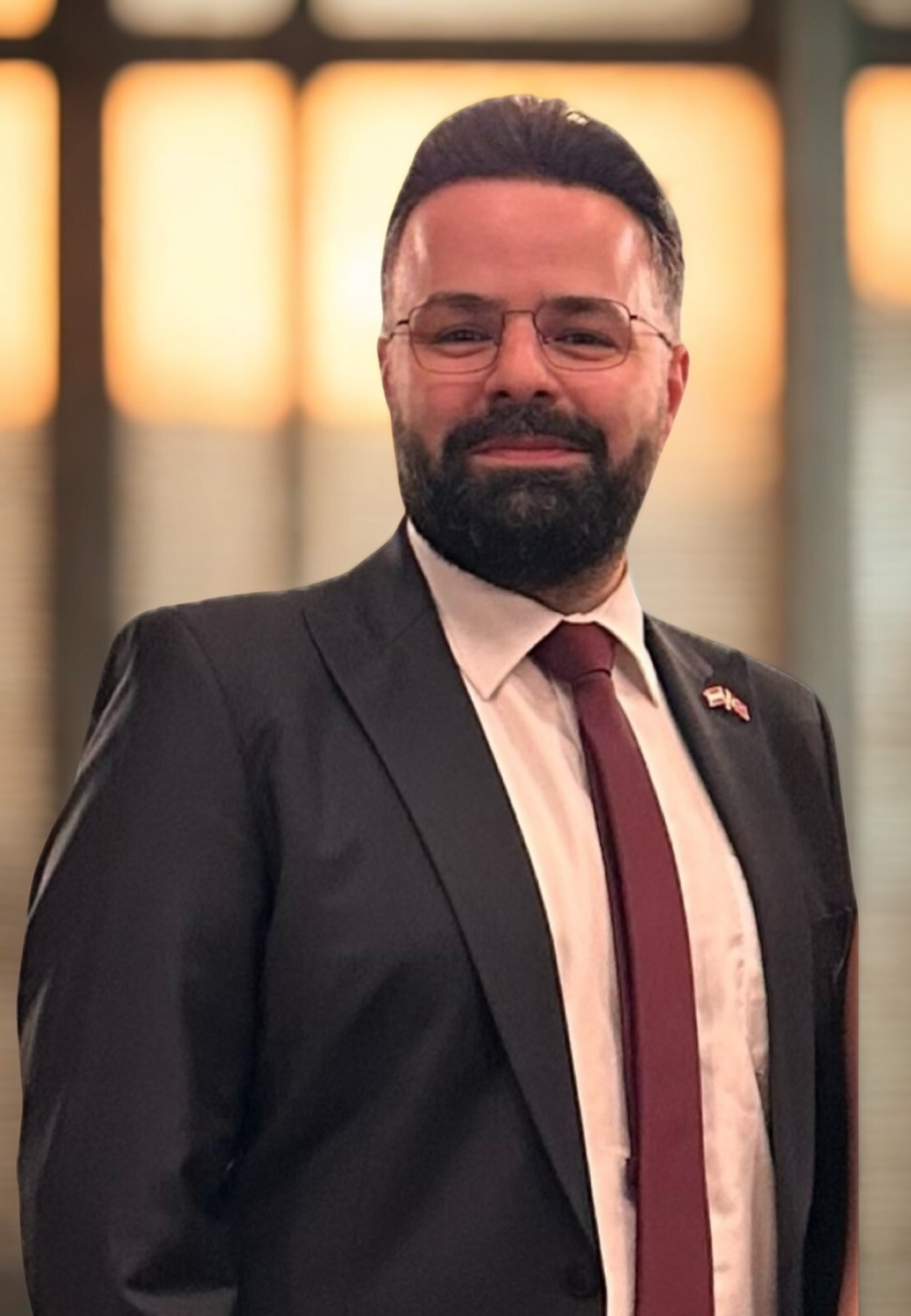
Habib Tekin

Habib Tekin (geboren 22. Januar 1989 in Mainz) ist ein deutsch-türkischer Literaturwissenschaftler und außerordentlicher Professor an der Marmara-Universität in Istanbul, wo er am Fachbereich für Deutsche Sprache und Literatur der Fakultät für Human- und Sozialwissenschaften tätig ist. Er ist zudem der Gründer und Mitherausgeber der Zeitschrift Alma Mater - Zeitschrift für interdisziplinäre Kulturforschungen und Mitglied des Herausgebergremiums des Jahrbuchs für internationale Germanistik.

## Leben
Geboren 1989 in Mainz, absolvierte Tekin bis 2009 das Max-Beckmann-Gymnasium in Frankfurt. Im selben Jahr begann er das Studium für das Staatsexamen für das Gymnasiallehramt an der Universität Mannheim und der Ruprecht-Karls-Universität Heidelberg. Seine pädagogische Ausbildung schloss er an der Pädagogischen Hochschule Heidelberg ab und legte das Erste Staatsexamen für das Lehramt an Gymnasien in Deutsch und Englisch, vor dem Staatlichen Prüfungsamt Karlsruhe ab.
2017 begann er seine Promotion an der Marmara-Universität, die er 2021 mit einer Dissertation über Bilder der Judenfeindschaft in den Werken von Jakob Wassermann abschloss. Seine Habilitation erfolgte 2023 kumulativ mit Schwerpunkten in deutsch-jüdischer Literatur, Holocaust-Narration und österreichischer Literatur.
Tekin ist bilingual in Deutsch und Türkisch, spricht fließend Englisch und verfügt über Kenntnisse in Französisch und Latein.

## Publikationen und akademische Aktivitäten
Tekins Forschung konzentriert sich auf deutsch-jüdische Literatur, Holocaust-Darstellungen und Behinderung in der deutschsprachigen Literatur.
Habib Tekin veröffentlichte mehrere Monografien und Sammelbände, die sich mit deutsch-jüdischer Literatur, Utopieforschung und Disability Studies befassen. Als Herausgeber verantwortete er unter anderem Behinderung in der deutschsprachigen Literatur (2024) und Utopia and Dystopia in German Literature (2024).
Tekins Zeitschriftenaufsätze decken ein breites thematisches Spektrum ab – von Goethe und Ingeborg Bachmann bis zu Elfriede Jelinek. Seine Studien verbinden literaturwissenschaftliche Analyse mit Theorien zu Gender, Erinnerung und Körper. Sie erschienen u. a. in LITERA, Jahrbuch für internationale Germanistik und Studien zur deutschen Sprache und Literatur.
In Sammelbänden publizierte Tekin zu Themen wie Migration, Antisemitismus, Krankheit und Film. Besondere Beachtung finden seine Beiträge zu postmigrantischen Narrativen, zur Sabbatai-Zvi-Rezeption und zu Behinderung in der Literatur.